# Lik (segling)

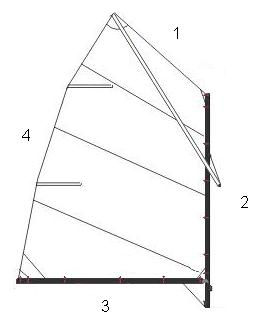
1. Överlik. 2. Förlik. 3. Underlik. 4. Akterlik

Lik är den med tågvirke eller stållina förstärkta kanten av ett segel eller en flagga. Det benämns efter sin placering (till exempel akterlik, gaffellik) eller riktning (stående lik).
Även om det i den egentliga betydelsen av lik ingår att kanten ska vara förstärkt har betydelsen breddats och idag används ordet även för kanter på segel som inte är förstärkta, till exempel definierar de av internationella seglarförbundet (ISAF) utfärdade redskapsregler akterlik endast med "akterkanten".
Redskapsreglernas benämning av seglets olika lik samt andra förekommande benämningar inom parentes
1. Överlik[2]
2. Förlik[2] (mastlik)
3. Underlik[2] (bomlik)
4. Akterlik[2]

Om seglet endast har tre hörn kallas liken på ovan nämnda sätt med skillnaden att något överlik inte existerar. På symmetriska segel som till exempel spinnakrar benämns de två lodräta liken stående lik. Benämningen mastlik och bomlik används endast i de fall då förliket är fäst i masten respektive underliket i bommen, såsom ofta bermudasegel och gaffelsegel, men sällan stagsegel. På många segelbåtar är seglet fäst i masten och bommen genom att mast- och bomlik träs in i en likränna. På optimistjollar knyts seglet istället fast med korta tampar kallade litsar. På Lasern träs masten igenom en kanal i mastliket och seglet fästes endast i ändarna av bommen (vid halshornet och skothornet).